# Аксумла
Аксумла (чув. Уксăмлă) — село в Нурлатском районе республики Татарстан, относится к Ахметовскому сельскому поселению.
Село расположено на реке Аксумлинка в 10 километрах от города Нурлат. Действуют средняя школа, дом культуры, почтовое отделение, фельдшерская, библиотека, спортзал.

## История
Известна с 1782 года. Первоначальное название — Малая Аксумла, затем переименовано в село Большая Аксумла. До 1860-х годов жители относились к категории государственных крестьян. Занимались земледелием, разведением скота. В начале XX века в Аксумле функционировали школа Братства св. Гурия, 2 ветряные мельницы, 4 кузницы, 3 крупообдирки, часовня, мелочная лавка. В этот период земельный надел сельской общины составлял 2014 дес. До 1920 село входило в Егоркинское вольничество Чистопольского уезда Казанской губернии. С 1920 в составе Чистопольского кантона ТАССР. С 10 августа 1930 в Октябрьском (с 10 ноября 1997 года — Нурлатском) районе.
Местные жители ссылаются к дате основания деревни во времена правления Петра I . Также археологические находки старинных монет и утвари подтвердили данную теорию.
В 1742 году в церковных документах упоминается деревня Аксумла — 60 человек.
В книге: «Сборник материалов по истории Казанского края в XVIII в. Автор: Корсаков Д. А.» Составленном в 1771—1773 годах пишется: Аксумла 106 человек.

## Образование школы
В XVIII веке существовал «Мектеп» с минимальным образованием
5 октября 1899 года — открыта школа «Братства Святителя Гурия»
В 1909 год — открылась земская школа.
В 1924 год — открылась начальная школа,
В 1978 год — преобразована в восьмилетнюю,
В 1995 год — среднюю общеобразовательную школу,
В 2008 год — реорганизована в основную общеобразовательную школу.
В 2010 год — школу закрыли, оставив 2 начальных класса

## Предание о происхождении названия
В давние времена до этих земель дошли три беглых солдата, время подходило к вечеру, начинало темнеть и они решили устроить ночлежку на берегу реки. Один из ребят предложил основать на этой земле новое поселение. Но у них возник спор, о том кто же из них останется на этом берегу. Второй парень нашёл быстрое решение, договорившись что останется на этой земле тот, у чьей головы к утру прорастет свежая травинка. Ранним утром третий солдат обнаружил возле себя не большой росток дикого чеснока «Черемша» (чув. Уксӑм). Ему и пришлось положить основу села чув."Уксӑмлӑ" (Чесночная) — «Аксумла». Его же друзья продолжили свой путь. Но ушли они не далеко и положили начало ещё двум близлежащим селениям с. Салдакаево и с. Якушкино.

## Население
- 1859 год — 824 человек[2]
- 1897 год — 838 человек[2]
- 1920 год — 979 человек[2]
- 1926 год — 681 человек[2]
- 1938 год — 701 человек[2]
- 1949 год — 664 человек[2]
- 1958 год — 619 человек[2]
- 1970 год — 673 человек[2]
- 1979 год — 539 человек[2]
- 1989 год — 519 человек[2]
- 2000 год — 525 человек (чуваши)[2]
- 2010 год — 530 человек[источник не указан 3441 день].

## Галерея

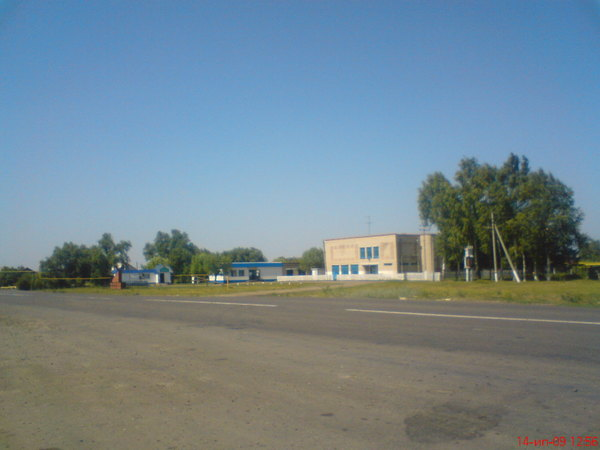
Центр села
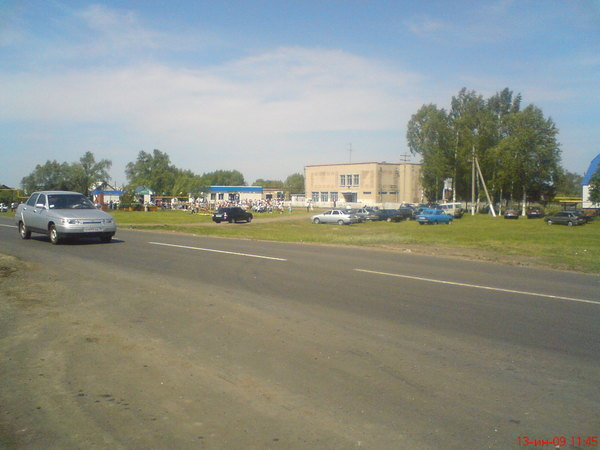
Акатуй в селе
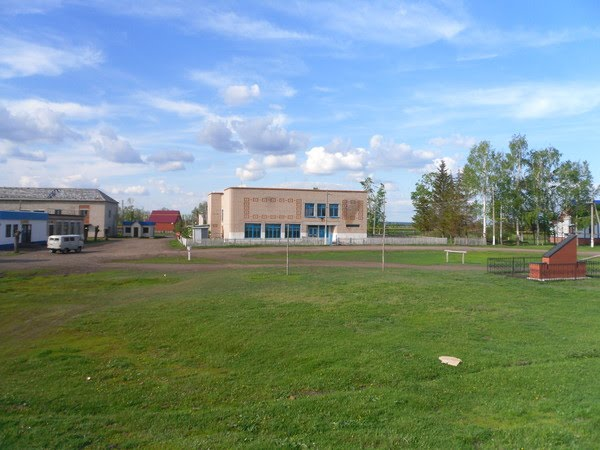
Дом Культуры
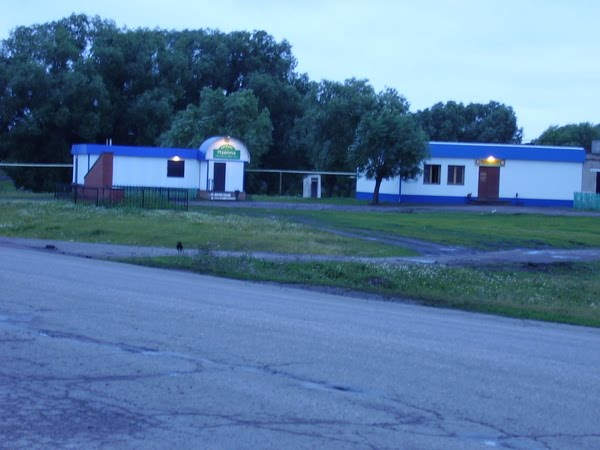
Продуктовые магазины Марина и Кристина
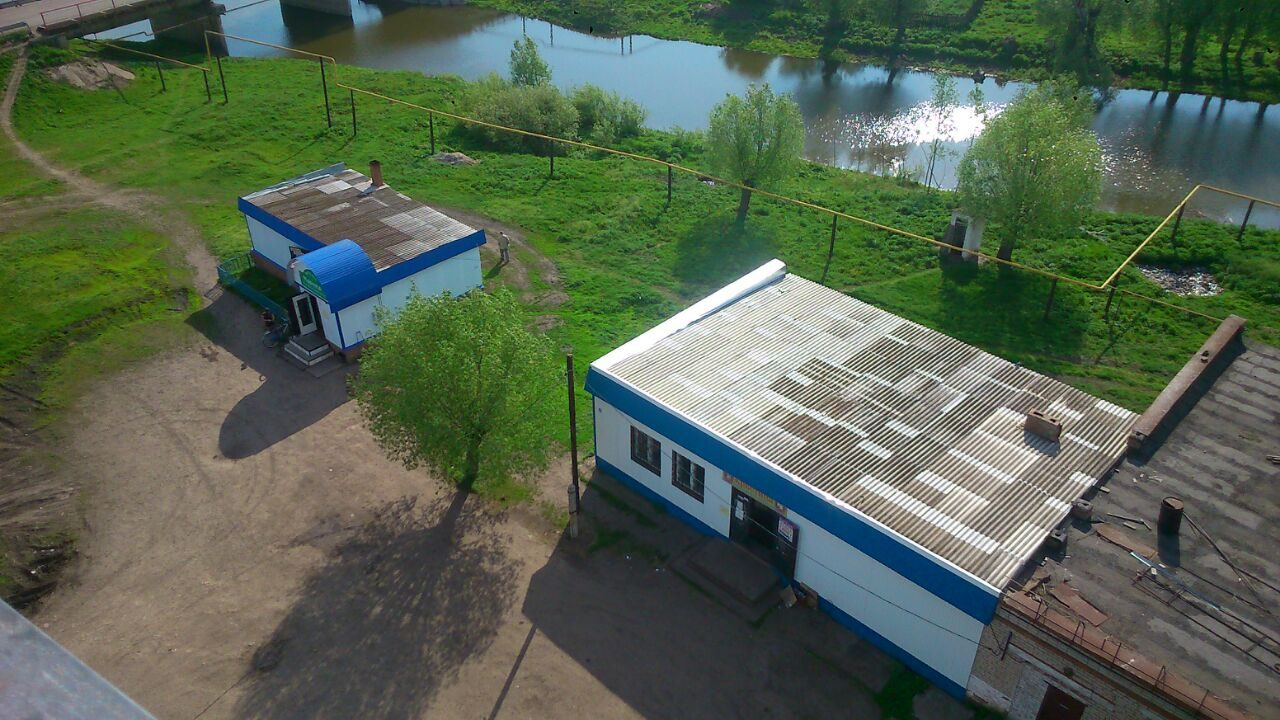
Два магазина
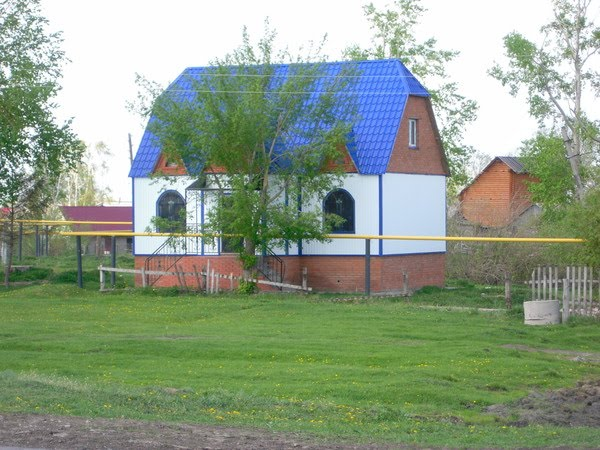
Хозяйственный магазин Антей
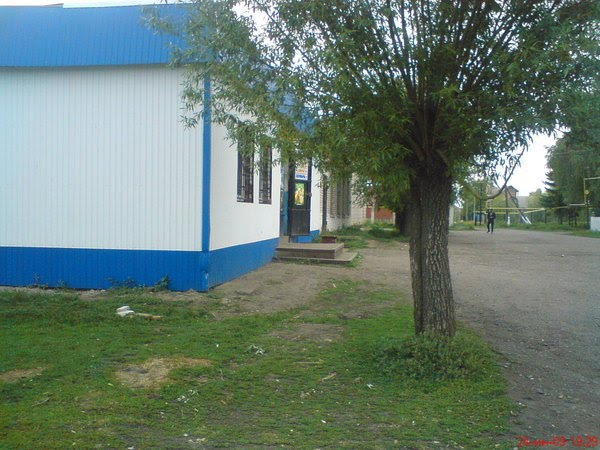
Продуктовый магазин Кристина
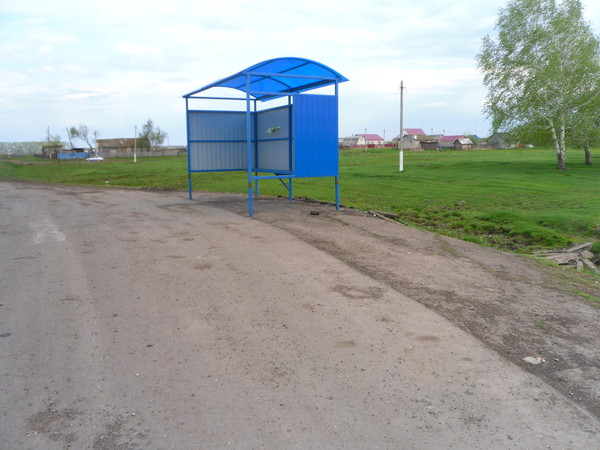
Автобусная остановка
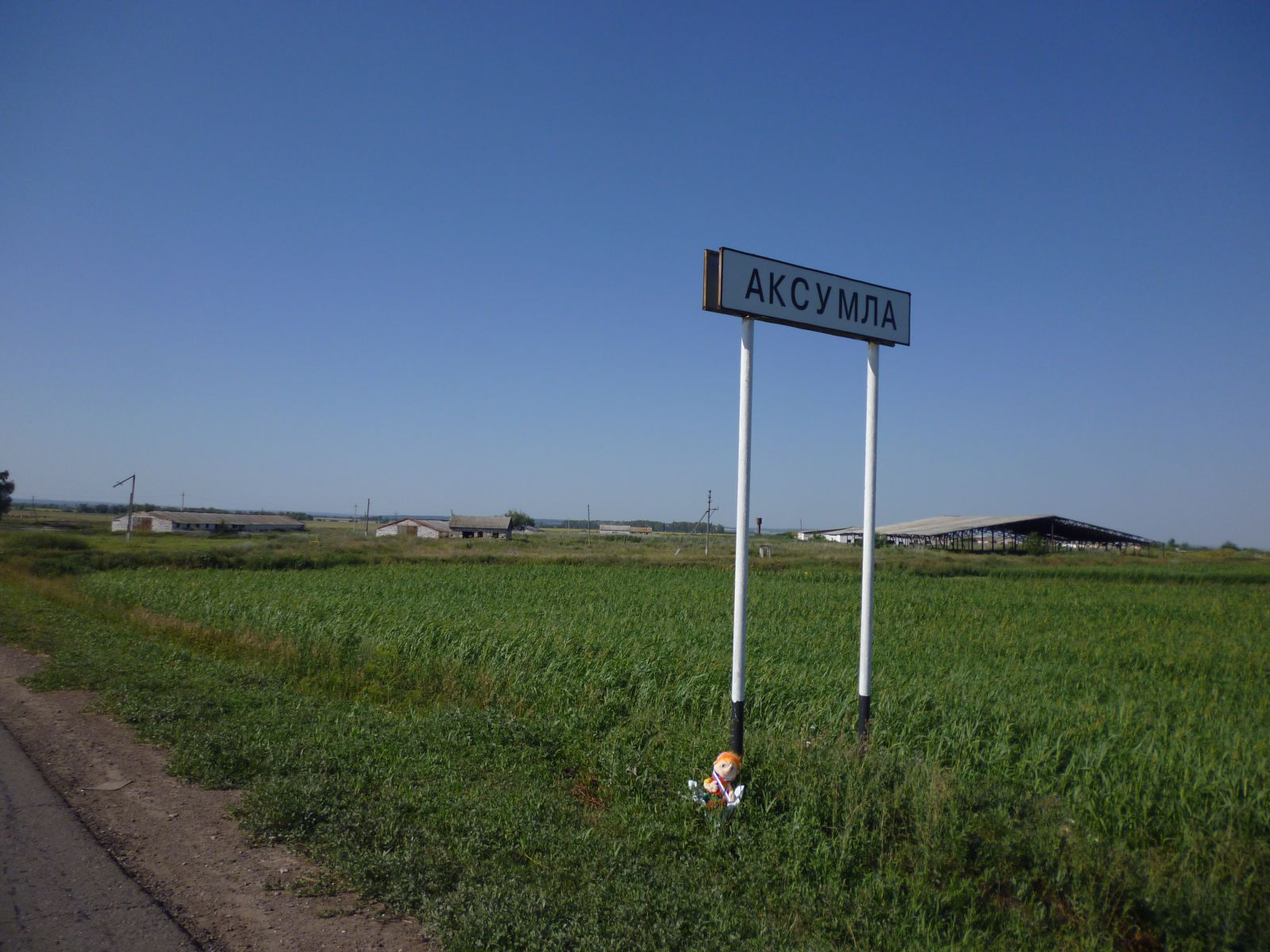
Дорожный указатель населенного пункта
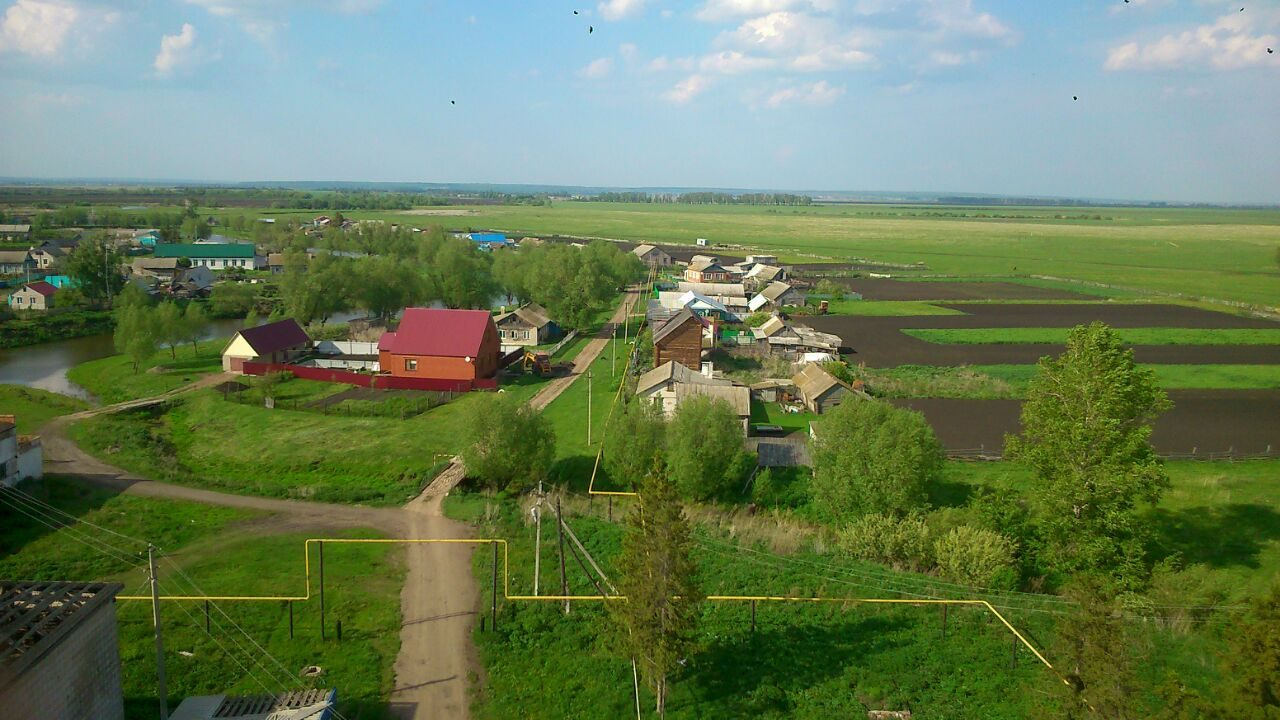
улица Центральная (Север)
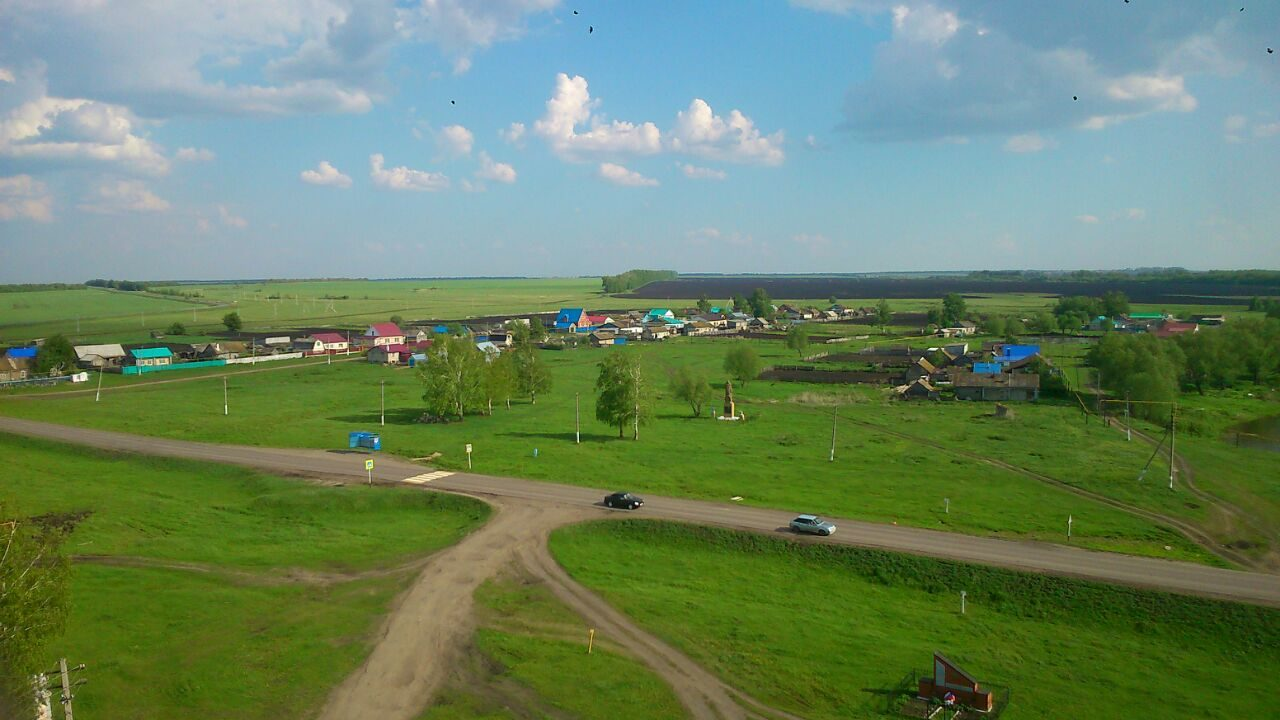
Улица Новая (Восток)
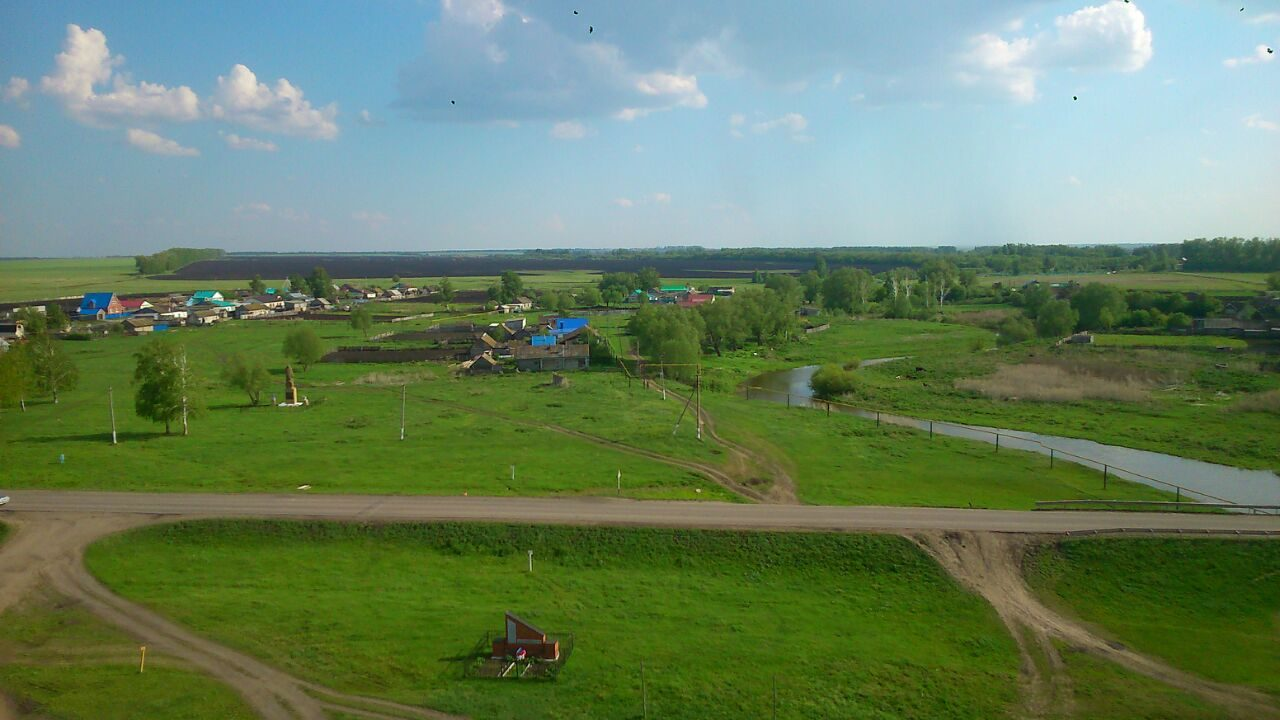
улица Центральная (Юг)
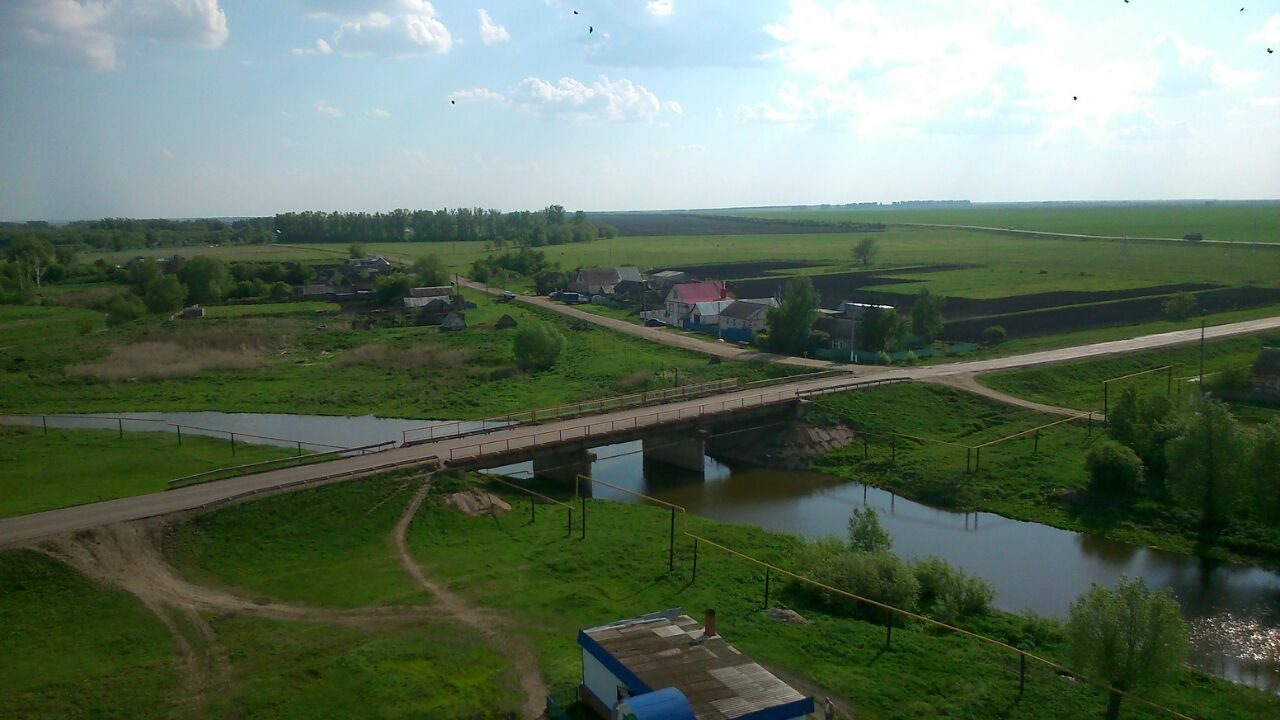
Большой Мост (трасса 16К-1283)
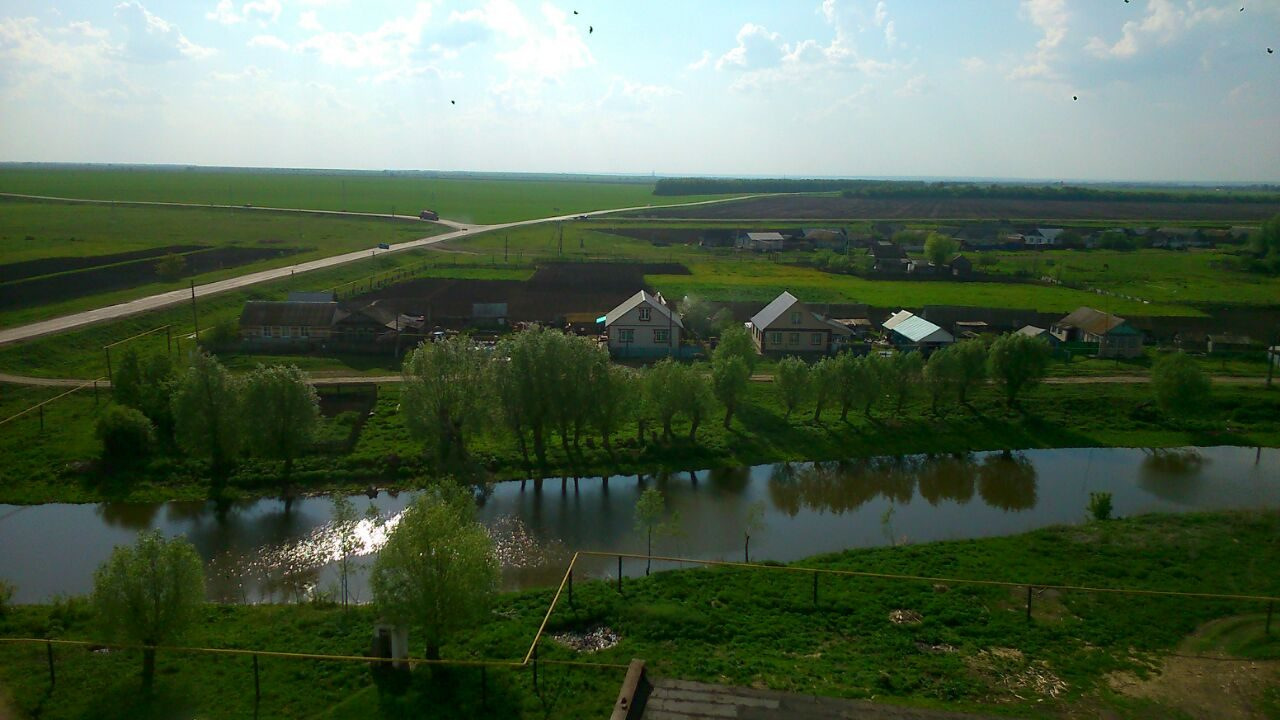
улица Школьная (Запад)
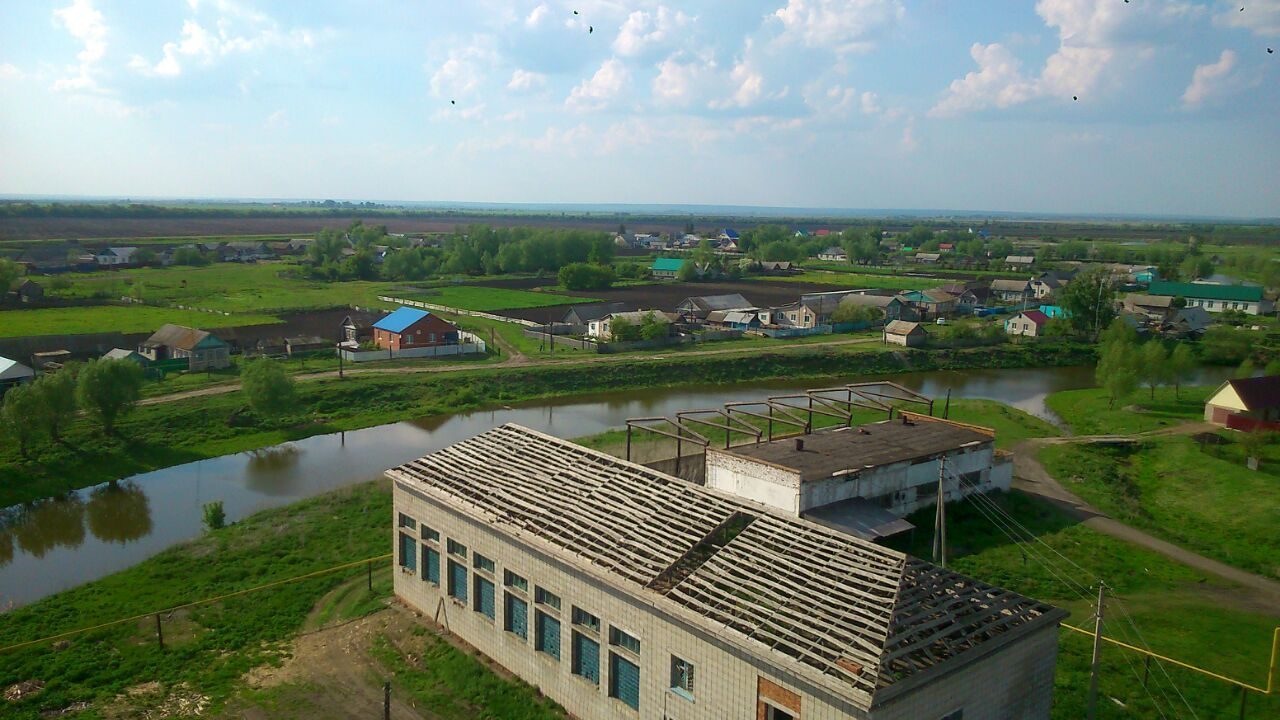
Улица Школьная (Северо-Запад)